# Cayetano Cornet
Cayetano Cornet, född den 22 augusti 1963, är en spansk före detta friidrottare som tävlade i kortdistanslöpning.
Cornets främsta meriter är alla inomhus på 400 meter. Han blev två gånger bronsmedaljör vid inomhus-VM, både 1989 och 1991. Han blev även europamästare inomhus 1989.
Han deltog vid två världsmästerskap. Vid VM 1991 blev han utslagen i försöken och vid VM 1993 tog det slut i kvartsfinalen.

## Personliga rekord
- 400 meter - 44,96 från 1989